# Pepita Ferrer Lucas
Pepita Ferrer Lucas (Barcelona, 7 de mayo de 1938 - Tarragona, 14 de enero de 1993) fue la primera jugadora de ajedrez española en alcanzar la categoría de Maestro Internacional Femenino.

## Resultados destacados en competición
Fue ocho veces campeona de España, en los años 1961, 1963, 1969, 1971, 1972, 1973, 1974 y 1976, y resultó subcampeona en dos ocasiones, en los años 1957 y 1959. Fue cuatro veces Campeona de Cataluña de ajedrez, en los años 1956, 1958, 1959 y 1981.
Participó representando a España en las Olimpíadas de ajedrez en siete ocasiones, en los años 1974, 1976, 1978, 1980, 1982, 1984 y 1986, alcanzando en el año 1976, en Haifa, la medalla de bronce por equipos.
Se clasificó dos veces para los torneos interzonales, clasificatorios para el Campeonato del mundo de ajedrez femenino, en el año 1973 en Menorca, acabó 14/20, y en 1985 en Zheleznovodsk acabó en 16/16. Por los resultados del primer torneo la Federación Internacional de Ajedrez le otorgó en 1974 la categoría de maestro internacional femenino.